# Діша (округ, Арканзас)
Шаблон:StateAbbr_ 33°45′28″ пн. ш. 91°17′14″ зх. д. / 33.757777777778° пн. ш. 91.287222222222° зх. д.
Округ Діша (англ. Desha County) — округ (графство) у штаті Арканзас. Ідентифікатор округу 05041.

## Історія
Округ утворений 1838 року.

## Демографія
За даними перепису
2000 року
загальне населення округу становило 15341 осіб, зокрема міського населення було 9863, а сільського — 5478.
Серед мешканців округу чоловіків було 7163, а жінок — 8178. В окрузі було 5922 домогосподарства, 4192 родин, які мешкали в 6663 будинках.
Середній розмір родини становив 3,1.
Віковий розподіл населення поданий у таблиці:
| Стать    | До 15 років | 15-21 | 22-29 | 30-39 | 40-49 | 50-65 | 65-85 | Понад 85 |
| -------- | ----------- | ----- | ----- | ----- | ----- | ----- | ----- | -------- |
| Чоловіки | 1791        | 863   | 625   | 822   | 1048  | 1164  | 757   | 93       |
| Жінки    | 1770        | 893   | 748   | 1024  | 1152  | 1268  | 1103  | 220      |

## Суміжні округи
- Арканзас — північ
- Філліпс — північний схід
- Болівар, Міссісіпі — схід
- Шико — південь
- Дру — південний захід
- Лінкольн — північний захід

## Виноски
1. ↑  U.S. Decennial Census. United States Census Bureau. Архів оригіналу за 26 квітня 2015. Процитовано 26 серпня 2015.
2. ↑  Historical Census Browser. University of Virginia Library. Архів оригіналу за 11 серпня 2012. Процитовано 26 серпня 2015.
3. ↑  Forstall, Richard L., ред. (27 березня 1995). Population of Counties by Decennial Census: 1900 to 1990. United States Census Bureau. Архів оригіналу за 24 вересня 2015. Процитовано 26 серпня 2015.
4. ↑  Census 2000 PHC-T-4. Ranking Tables for Counties: 1990 and 2000 (PDF). United States Census Bureau. 2 квітня 2001. Архів оригіналу (PDF) за 18 грудня 2014. Процитовано 26 серпня 2015.
5. ↑  State & County QuickFacts. United States Census Bureau. Архів оригіналу за 28 липня 2011. Процитовано 20 травня 2014.(англ.) Наведено за англійською вікіпедією.
6. ↑  American FactFinder. Бюро перепису населення США. Архів оригіналу за 21 травня 2008. Процитовано 31 січня 2008.

| США | Це незавершена стаття з географії США. Ви можете допомогти проєкту, виправивши або дописавши її. |